# Pieter Borsseler

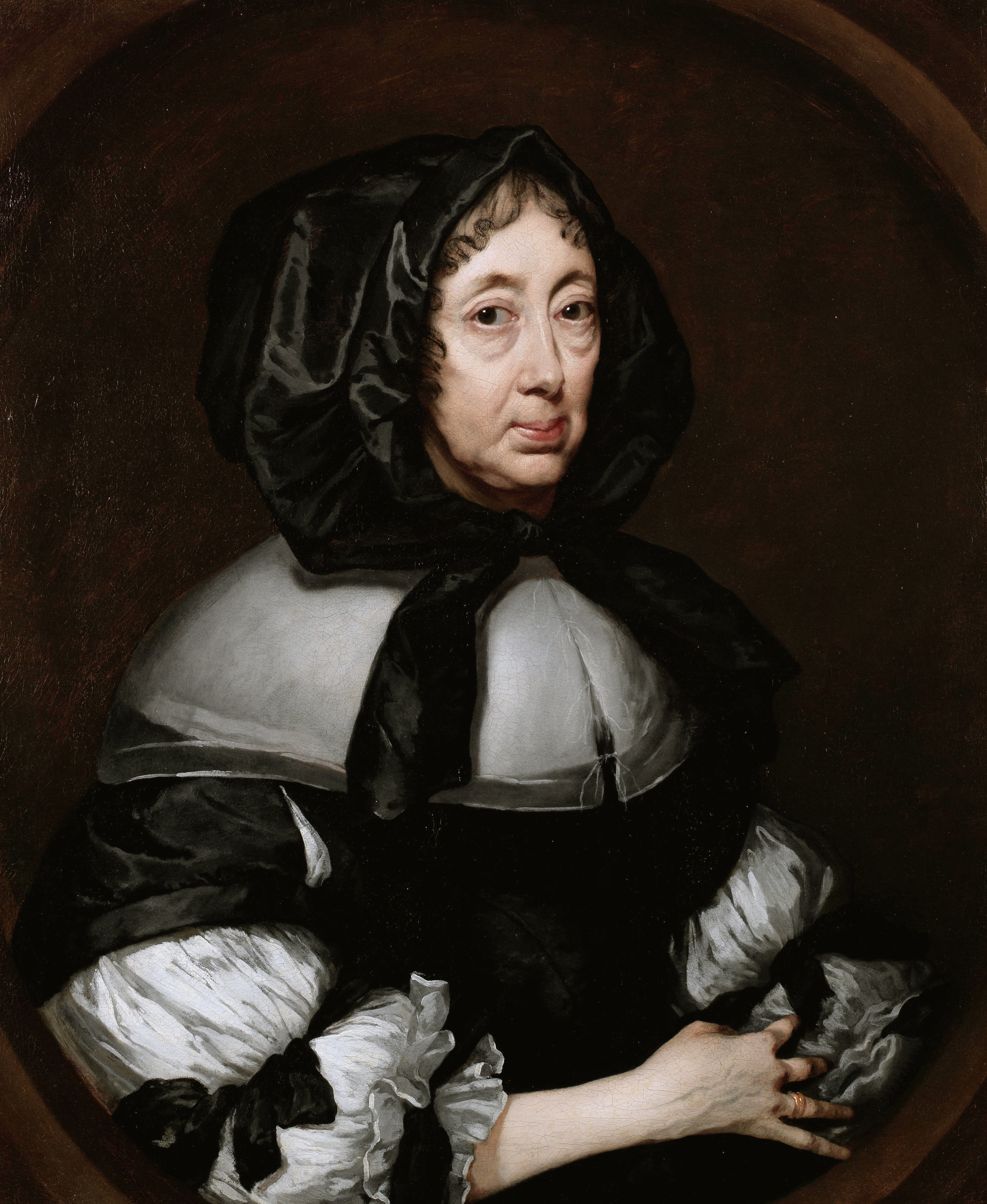
Ritratto di Katherine Doddington

Pieter Borsseler, o Borselaer o Borselaar o Borssele (Middelburg, 1633 – 1687), è stato un pittore olandese del secolo d'oro.

## Biografia
Fu apprendista presso Thomas Willeboirts Bosschaert ad Anversa dal 1651 al 1654, anno in cui divenne maestro entrando a far parte della Corporazione di San Luca della città. Successivamente ritornò nella sua città natale e dal 1665 al 1679 operò in Inghilterra. Nel 1681 risulta si trovasse all'Aia e nel 1684 ritornò a Middelburg, dove rimase fino al 1687. Probabilmente la sua morte avvenne o nel 1687 o successivamente.
Si dedicò principalmente alla pittura di soggetti storici e di ritratti. La sua prima opera conosciuta è un ritratto del 1664, l'anno seguente eseguì i ritratti di Sir William Dugdale e di sua moglie e del poeta Samuel Butler. Nel 1684 e 1687 ornò due camini con scene allegoriche nel municipio di Middelburg.

## Alcune Opere
- Ritratto di Samuel Butler, olio su tela, 139,1 x 111,1 cm, 1665 circa, National Portrait Gallery, Londra[3]
- Ritratti di Sir William Dugdale e di sua moglie, 1665 circa